# Jacobus Van de Velde
Jacobus van de Velde (Brugge, ca. 1526  - Sint-Omaars, 2 juli 1580 of 1583), ook Veldius, was een Zuid-Nederlands augustijn en religieus schrijver.

## Levensloop
Van de Velde werd omstreeks 1526 geboren in Brugge, als zoon van zijn gelijknamige vader (raadsheer van Brugge in 1528, overleden in of voor 1539) en als kleinzoon van Joos van de Velde (schepen van Brugge in 1516). Zijn moeder was Elizabeth van Doorne. Hij studeerde theologie in Parijs en Leuven en werd aan die laatste universiteit lector. In 1564 behaalde hij daar de graad van licentiaat in de theologie. In hetzelfde jaar werd hij voor het eerst prior van het Brugse augustijnenklooster, waar hij was ingetreden. Hij leefde er samen met onder meer Rogier de Jonghe (1482-1579), doctor in de theologie, en de Spanjaard Lorenzo de Villavicencio, aalmoezenier van de Spaanse natie in Brugge. 
In zijn geboortestad was vande Velde in de late jaren 1560 betrokken bij het terugleiden van ketters naar de katholieke kerk. Zijn preken werden druk bijgewoond. In 1571 werd hij in Leuven gepromoveerd tot doctor in de theologie. Hetzelfde jaar werd hij provinciaal van de augustijnen. In 1577 was hij opnieuw prior van het Brugse klooster.
In de jaren 1576-1578 kwam hij in aanvaring met het stadsbestuur omdat hij zich in zijn preken negatief uitliet over de Pacificatie van Gent en zich bemoeide met ‘staatszaken’. Begin oktober 1578, ten tijde van de calvinistische republiek, besliste het stadsbestuur van Brugge om de augustijnen, dominicanen en karmelieten uit hun kloosters te zetten. Vande Velde dwong van de schepenen een verklaring af dat deze beslissing niet was ingegeven door het slecht gedrag van de augustijnen. Voorlopig kon vande Velde in Brugge blijven en bleef hij preken in de Onze-Lieve-Vrouwekerk.
In het voorjaar van 1580 verliet hij Brugge en vestigde zich in Sint-Omaars, waar al veel andere Brugse geestelijken en religieuzen een veilige haven hadden gevonden. Hij overleed er op 2 juli 1580.
In 1571 werd van de Velde mogelijk geportretteerd door Pieter Pourbus, net zoals zijn kloostergenoot Rogier de Jonghe. Dit portret werd in 2020 verworven door The Phoebus Foundation.

## Werken
Van Van de Velde zijn voor zover bekend tien werken in druk verschenen. Die zijn in te delen in twee categorieën: bijbelstudie en werken in het Nederlands, die wellicht voortkwamen uit zijn werk als prediker in Brugge.
Als bijbelgeleerde legde hij zich tussen 1563 en 1572 toe op de teksten die tijdens de vastentijd in de kerk werden gelezen. In 1576 publiceerde hij ook een boek over het boek Daniël in het Oude Testament. De eerste edities van deze Latijnse werken verschenen in Leuven en bij Christophe Plantin in Antwerpen.
In de tijd van de Beeldenstorm publiceerde Van de Velde zijn eerste tekst in het Nederlands. Hij behandelde daarin de katholieke rechtvaardigingsleer. In 1567 vertaalde hij een werk van Wilhelmus Lindanus naar het Nederlands. In hetzelfde jaar gaf hij een brief van Athanasius van Alexandrië (4de eeuw) in druk, samen met een traktaat van eigen hand waarin hij de heiligenverering verdedigde. In het voorwoord van deze boeken ging hij in op de actualiteit.
Pas in 1574 kwam er een nieuwe Nederlandstalige publicatie, waarin hij twee psalmen uitlegde. Een laatste werk verscheen in 1580, wellicht kort voor of kort na dat hij zijn thuisstad moest verlaten. Hierin verdedigde hij de transsubstantiatie, die door de calvinisten werd verworpen, maar waar de katholieken aan vasthielden.

## Publicaties
- Tabulae compendiosae in Evangelia et Epistolas, quae per totam Quadragesimam populo in Ecclesia proponi solent, Leuven, 1563 (heruitgave Venetië, 1566).
- Een handtboecxken, betoonende, hoe de crancheyt inden mensche ghecomen is door de sonde, ende verlossinge van dien door de verdienste Iesu Christi, Antwerpen, 1566.
- Een claer betooch vanden oorspronck der Lutherie, Brugge, 1567 (vertaling van Dubitantius de vera certaque van Wilhelmus Lindanus).
- Den brief van die helige bisschop van Alexandrien Athanasius, Brugge, 1567.
- Paraphrastica enarratio Evangeliorum, quae sacro Quadragesimae tempore, populo solent proponi, Antwerpen, 1570 (heruitgave Parijs, 1577).
- Paraphrastica enarratio in Passionem Domini Nostri Iesu Christi, que sacro Quadragesime tempore populo solent proponi, Antwerpen, 1570.
- Commentarius in epistolas, quae sacro Quadragesimae tempore fidelibus solent proponi, Leuven, 1572 (heruitgave onder de titel Clangor tubae poenitentiae, Douai, 1604).
- Een corte uutleghghijnghe op den hondert ende twijntichsten Psalm ende op den hondert ende neghenentwijntichtsten Psalm van David bij maniere van bedijnghe, Brugge, 1574.
- Daniel Propheta commentariis pro concione explicatvs, Antwerpen, 1576.
- Een cort betooch der warachticheyt des Lichaems Iesu Christi int Sacrament des Outaer, Brugge, 1570 (heruitgave Antwerpen, 1580).